# 埃斯特雷圣母村
埃斯特雷圣母村（法語：Notre-Dame-d'Estrées）是法国卡尔瓦多斯省的一个市镇，属于利雪区。该市镇总面积7平方公里，2009年时的人口为152人。

## 人口
埃斯特雷圣母村人口变化图示
| 数据来源：INSEE |